# Resolutie 2036 Veiligheidsraad Verenigde Naties
Resolutie 2036 van de Veiligheidsraad van de Verenigde Naties werd op 22 februari 2012 aangenomen door de VN-Veiligheidsraad.
De unaniem gestemde resolutie vroeg de Afrikaanse Unie haar AMISOM-vredesmacht met meer dan 5000 troepen uit te breiden derhalve gebieden in Zuid- en Centraal-Somalië onder overheidscontrole te krijgen.

## Achtergrond
In 1960 werden de voormalige kolonies Brits Somaliland en Italiaans Somaliland onafhankelijk en samengevoegd tot Somalië.
In 1969 greep het leger de macht en werd Somalië een socialistisch-islamitisch land.
In de jaren 1980 leidde het verzet tegen het totalitair geworden regime tot een burgeroorlog en in 1991 viel het centrale regime.
Vanaf dan beheersten verschillende groeperingen elke een deel van het land en enkele delen scheurden zich ook af van Somalië.
Toen milities van de Unie van Islamitische Rechtbanken de hoofdstad Mogadishu veroverden greep buurland Ethiopië in en heroverde de stad.
In 2007 stuurde de Afrikaanse Unie met toestemming van de Veiligheidsraad 8000—later 12.000—vredeshandhavers naar Somalië.
In 2008 werd piraterij voor de kust van Somalië een groot probleem.

## Inhoud

### Waarnemingen
De uitvoering van het tijdsschema liep vertraging op nu al verschillende einddata waren gemist.
Verdere steun aan de Federale Overgangsinstellingen van Somalië zou van die uitvoering gaan afhangen.
De veiligheid in de door AMISOM bewaakte gebieden moest versterkt worden en er moest een duurzame administratieve structuur worden opgezet.
Op 20 augustus 2012 liep de overgangsperiode in Somalië af.
Onderwijl bleef de humanitaire toestand in het land zeer ernstig en vonden vele aanslagen plaats op de overgangsregering, de AU-vredesmacht en VN-personeel door gewapende groeperingen en buitenlandse strijders.
Een van dergelijke groeperingen, Al-Shabaab, had aangekondigd zich bij Al Qaida te hebben gevoegd.

### Handelingen
AMISOM moest worden uitgebreid om de bedreiging door Al-Shabaab en andere gewapende groepen in Zuid- en Centraal-Somalië te onderdrukken en een wettige overheid in geheel het land mogelijk te maken.
De Afrikaanse Unie werd hiervoor om 5731 bijkomende manschappen gevraagd.
Bijkomend werd ook de logistieke ondersteuning van de VN verlengd tot 31 oktober 2012.
Verder moest Somalië de uitvoer van houtskool voorkomen en moesten alle lidstaten de import hiervan verbieden.

## Verwante resoluties
- Resolutie 2010 Veiligheidsraad Verenigde Naties (2011)
- Resolutie 2015 Veiligheidsraad Verenigde Naties (2011)
- Resolutie 2060 Veiligheidsraad Verenigde Naties
- Resolutie 2067 Veiligheidsraad Verenigde Naties

Lijst ·  2033 ·  2034 ·  2035 ·  2036 ·  2037 ·  2038 ·  2039 ·  2040 ·  2041 ·  2042 ·  2043 ·  2044 ·  2045 ·  2046 ·  2047 ·  2048 ·  2049 ·  2050 ·  2051 ·  2052 ·  2053 ·  2054 ·  2055 ·  2056 ·  2057 ·  2058 ·  2059 ·  2060 ·  2061 ·  2062 ·  2063 ·  2064 ·  2065 ·  2066 ·  2067 ·  2068 ·  2069 ·  2070 ·  2071 ·  2072 ·  2073 ·  2074 ·  2075 ·  2076 ·  2077 ·  2078 ·  2079 ·  2080 ·  2081 ·  2082 ·  2083 ·  2084 ·  2085